# Klemm Kl 33
Die Klemm L 33 war ein einsitziges Leichtflugzeug der Leichtflugzeugbau Klemm GmbH aus dem Jahr 1932.

## Geschichte
Die Klemm L33 war 1932 der letzte Entwurf eines kostengünstigen und einfachen Sportflugzeugs der Leichtflugzeugbau Klemm GmbH. Mit ihm knüpfte Hanns Klemm an die Entwicklung des Segelflugzeugs mit Hilfsmotor Klemm Alpha und an das Sportflugzeug im unteren Einstiegssegment Klemm L30 aus dem Jahr 1930 an. Beim Entwurf zielte Klemm auf eine nochmalige Gewichtseinsparung gegenüber der Klemm Alpha durch eine weitere Verkleinerung der Abmessungen ab. Mit 200 kg wurde die Klemm L33 das leichteste aller Klemm-Modelle. Allerdings verfügte die Klemm L33 mit 11 m Spannweite nicht über ausreichende Segelflugeigenschaften wie die Klemm Alpha. Sie war für das untere Leistungssegment der Sportflugzeuge gedacht, das mit dem Entwurf der Klemm L30 nicht ausreichend abgebildet wurde.
Der Prototyp der Klemm L33 entstand Anfang 1933 vermutlich mit der WNr. 374. Das Flugzeug wurde als preiswertes und leicht zu fliegendes Volksflugzeug auf der DELA 1932 in Berlin zu einem Verkaufspreis von 4540 Reichsmark vorgestellt. Auf der DELA 1933 präsentierte Klemm nochmals die Klemm L33 als unteres Einsteigermodell für Sportflieger während die gleichzeitig präsentierte Klemm L30 als Einsteigermodell für die untere Mittelklasse vorgestellt wurde.
Die Aufnahme einer Serienfertigung der Klemm L33 wurde von Hanns Klemm zurückgestellt, da nach seiner Auffassung 1933 kein geeigneter Flugmotor für die Maschine zur Verfügung stand. Hanns Klemm und Karl Schopper beschäftigten sich noch bis 1935 mit der Auslegung des robusten und einfachen Zweitakt-Flugmotors Klemm-Aero KA, der insbesondere für die Klemm L30 vorgesehen war. Die Motorentwicklung für Sportflugzeuge im unteren Sportflugzeugsegment wurde 1936 vorzeitig abgebrochen.
Von der Klemm L33 wurde nur eine Mustermaschine gebaut. Die Maschine war noch 1938 für die Klemm-Werke als D-EYDO zugelassen.

## Konstruktion
Die zweiholmigen Tragflächen bestanden aus Holz und waren bis zum Vorderholm mit Sperrholz beplankt. Die restlichen Flächen waren stoffbespannt. Die Klemm L33 war als einziger Klemm-Entwurf als Schulterdecker mit auf dem Rumpf abgestützten Tragflächen ausgeführt. Jede Tragflächenhälfte wurde durch zwei kurze Parallelstreben zum Rumpfobergurt hin abgefangen. Der offene Pilotensitz befand sich gleich hinter den Tragflächen.
Der Rumpf wurde weitgehend von der Klemm Alpha übernommen. Er bestand aus einem geschweißten Stahlrohrgerüst, das durchgehend mit Stoff gespannt war. Das Normalleitwerk war ein mit Stoff bespanntes Holzfachwerk. Das Seitenleitwerk mit Ausgleichshorn war zu den Höhenleitwerken durch je einen I-Stiel verstrebt.
Die L 33 hatte ein Schleifspornfahrwerk mit Haupträdern ohne Bremsen. Angetrieben wurde das Flugzeug von einem luftgekühlten hängenden Zweizylinder-Zweitaktmotor DKW „P“. Die starre Zweiblatt-Luftschraube war aus Holz gefertigt.

## Technische Daten
| Kenngröße             | Klemm L33                     |
| --------------------- | ----------------------------- |
| Besatzung             | 1                             |
| Länge                 | 6,90 m                        |
| Spannweite            | 11,00 m                       |
| Höhe                  | 1,91 m                        |
| Flügelfläche          | 16,20 m²                      |
| Flügelstreckung       | 7,46                          |
| Pfeilung              | 7,6°                          |
| Flächenbelastung      | 19,75 kg/m²                   |
| Leistungsbelastung    | 17,80 kg/PS                   |
| Flächenleistung       | 1,11 PS/m²                    |
| Rüstmasse             | 200 kg                        |
| Zuladung              | 120 kg                        |
| max. Startmasse       | 320 kg                        |
| Höchstgeschwindigkeit | 105 km/h                      |
| Reisegeschwindigkeit  | 95 km/h                       |
| Landegeschwindigkeit  | 50 km/h                       |
| Steigzeit             | 17,0 min auf 1000 m Höhe      |
| Reichweite            | 450 km                        |
| Flugdauer             | 4,7 h                         |
| Triebwerk             | ein DKW „P“ mit 18 PS (13 kW) |